# Ассемани, Иосиф Симон
Иосиф Симон Ассемани (араб. يوسف سمعان السمعاني‎ — Юсуф Симъан ас-Симъани, лат. Josephus Simonius Assemani, итал. Giuseppe Simone Assemani; 27 августа 1686, Хасрун — 13 или 16 января 1768, Рим) — итальянский востоковед ливанского происхождения, хранитель Ватиканской библиотеки (1738—1768 годы), титулярный архиепископ Тира. За свою деятельность и энциклопедические познания получил прозвище «Великий Ассемани».
Происходил из маронитской семьи, в 1696 году поступил в маронитскую коллегию Папского Григорианского университета в Риме, окончил её в 1709 году. Талантливый выпускник (к тому моменту им было написано три сочинения по сирийской грамматике и богословию) был замечен папой Климентом XI, который оставил его в Риме и поручил каталогизацию раннехристианских рукописей, привезённых в 1707 году из Египта его братом Ильясом. В 1710 году Иосиф уже занимал должности переписчика восточных рукописей (scriptor Orientalis), переводчика с арабского и сирийского языков, а также советника Конгрегации по пересмотру и исправлению литургических книг восточных обрядов. В 1711 году Иосиф с папского разрешения переходит из маронитского в латинский обряд.
В 1715 году Иосиф возглавил организованную Климентом XI экспедицию в Сирию и Египет. За два года работы в монастырях Нитрийской пустыни, Каире, Дамаске, Ливане им было собрано около 150 ценнейших манускриптов, пополнивших собрание Ватиканской библиотеки. В 1736 году во время своего второго путешествия на Восток Иосиф по поручению Климента представлял Римскую церковь на маронитском Соборе в Дайр-Лувайзе, его поддержка латинизации Маронитской церкви привела к столкновению с маронитским Синодом.
Вернувшись в 1738 году из Ливана, Иосиф Симон до своей смерти занимал должность хранителя и префекта Ватиканской библиотеки. В 1766 году был посвящён в сан титулярного архиепископа Тира. Скончался в январе 1768 года в Риме.

## Сочинения
Основным трудом Иосифа Ассемани стала каталогизация ватиканского собрания сирийских, арабских, персидских, турецких, еврейских, самаритянских, армянских, эфиопских, греческих, коптских, грузинских и малабарских рукописей. Им был начат 12-томный каталог — «Климентова Ватиканская восточная библиотека» (лат. Bibliotheca Orientalis Clementino-Vaticana) из которого были напечатаны лишь первые четыре тома, рукописные материалы для остальных томов практически полностью погибли при пожаре 30 августа 1768 года.
Из других сочинений Иосифа Ассемани выделяются:
- «Писатели италийской истории» (лат. Italicae Historiae Scriptores);
- «О святых образах и реликвиях» (лат. De sacris imaginibus et reliquiis);
- «Календарь Вселенской Церкви» (лат. Kalendaria Ecclesiae Universae), из задуманных 12 томов были опубликованы первые шесть, посвящённые «Славянской, или Греко-Московской, Церкви», в которых собраны греческие и латинские источники о принятии христианства различными славянскими народами;
- «Библиотека восточного канонического и гражданского права»;
- «Книга о естественных науках».

Неопубликованные сочинения:
- «Древняя и новая Сирия» (9 томов);
- «История Востока» (9 томов);
- «Соборы Восточной Церкви» (6 томов);
- «Евхологии Восточной Церкви» (7 томов).